# Heiltsuk-Oowekyala
Heiltsuk-Oowekyala of Heiltsuk is een indiaanse taal van de noordelijke tak van de Wakashtalen, gesproken in het district Central Coast van de Canadese provincie Brits-Columbia.

## Kenmerken
In tegenstelling tot de andere Wakashtalen is Heiltsuk-Oowekyala een toontaal.

## Dialecten
De taal bestaat uit twee dialecten:
- Heiltsuk of Bella-Bella, gesproken door de Bella-Bella en Haihais.
- Oowekyala, gesproken door de Oowekeno of Wuikinuxv.

## Sprekers
Volgens de census van 2011 werd de taal toen nog door 90 mensen gesproken.